# Emma Bunton
Emma Lee Bunton (Finchley (Barnet), 21 januari 1976) is een Britse zangeres die bekend werd als Baby Spice in de meidengroep Spice Girls.

## Levensloop
Ze is de dochter van een melkbezorger en een karate-instructrice. Haar ouders scheidden toen Emma 11 jaar oud was, waarna Emma bij haar moeder ging wonen. Ze werd geboren en groeide op in Finchley, een wijk ten noorden van Londen.
Emma Bunton kwam als vijfde lid bij de Spice Girls, nadat Michelle Stephenson zich had teruggetrokken. In de groep kreeg ze de bijnaam "Baby Spice", omdat ze de jongste van het vijftal was.
Nadat de Spice Girls uit elkaar gingen, begon Emma Bunton met een solocarrière. Haar eerste album heette A Girl Like Me. Op dit album stonden enkele hitsingles, waarvan What Took You So Long? de grootste hit werd. Doordat de verkopen tegenvielen, werd Emma Bunton door haar platenmaatschappij ontslagen.
In 2003 bracht ze bij een nieuwe platenmaatschappij enkele nieuwe singles uit onder de artiestennaam Emma (zonder Bunton). Deze singles waren afkomstig van het album Free Me, dat een kenmerkend 60's geluid heeft. Als enige van de voormalige Spice Girls slaagde ze erin met haar tweede soloalbum de verkoopcijfers van het eerste album te verbeteren.
In het najaar van 2006 liet Emma haar fans via een ingesproken bericht weten dat het opnemen van haar derde studioalbum bijna was afgerond en dat de fans niet lang meer hoefden te wachten op een nieuwe single en een nieuw album. Het album Life In Mono is eind 2006 uitgebracht.
In het najaar van 2006 deed Emma mee aan het televisieprogramma Strictly Come Dancing (de Britse versie van Dancing with the Stars).
Sinds 1999 heeft zij een relatie met zanger Jade Jones. Jade maakte in de jaren negentig deel uit van boyband Damage. Bunton en Jones hebben twee zoons.

## Discografie

### Albums
- A Girl Like Me (2001)
- Free Me (2004)
- Life In Mono (2006)
- My Happy place (2019)

### Singles
| Single met eventuele hitnotering(en) in de Nederlandse Top 40 | Datum van verschijnen | Datum van binnenkomst | Hoogste positie | Aantal weken | Opmerkingen                       |
| ------------------------------------------------------------- | --------------------- | --------------------- | --------------- | ------------ | --------------------------------- |
| What I Am                                                     | 1999                  | 15-1-2000             | tip20           |              | #94 Mega Top 100/ met Tin Tin Out |
| Take My Breath Away                                           | 2001                  |                       |                 |              |                                   |
| What Took You So Long?                                        | 2001                  | 5-5-2001              | tip6            |              | #56 Mega Top 100                  |
| We're Not Gonna Sleep Tonight                                 | 2001                  |                       |                 |              |                                   |
| Free Me                                                       | 2003                  |                       |                 |              |                                   |
| Maybe                                                         | 2003                  | 5-6-2004              | tip17           |              | als Emma                          |
| Crickets Sing For Anamaria                                    | 2004                  |                       |                 |              |                                   |
| I'll Be There                                                 | 2004                  |                       |                 |              |                                   |
| Downtown                                                      | 2006                  |                       |                 |              |                                   |
| All I Need To Know                                            | 2007                  |                       |                 |              |                                   |

- Biblioteca Nacional de España: XX5554576
- Bibliothèque nationale de France: cb14028347j (data)
- Gemeinsame Normdatei: 13088765X
- International Standard Name Identifier: 0000 0000 5517 2820
- Library of Congress Control Number: nb99041449
- MusicBrainz: 71b03238-e53d-4e1e-9b3a-6ce1dcdf2894
- Nationale Bibliotheek van Tsjechië: xx0236142
- Nationale Bibliotheek van Polen: a0000001916018
- Virtual International Authority File: 35572073